# Jakub Vágner
Jakub Vágner (* 24. prosince 1981, Praha) je český rybář a držitel několika rekordů v lovu sladkovodních ryb v kategorii All-tackle IGFA (International Game Fish Association). Proslul především díky rybářskému pořadu Fish Warrior, vysílaném televizní stanicí National Geographic Channel. Jeho otcem je hudebník Karel Vágner. Je finalistou desátého ročníku soutěže StarDance (3. místo).

## Počátky
Studoval na Pražské konzervatoři hru na kontrabas. Ve třetím ročníku školu opustil a vydal se do Austrálie, kde se seznámil se svým rybářským mentorem Rexem Huntem, hráčem australského fotbalu a rybářskou celebritou. V Austrálii pracoval jako rybářský průvodce při lovu „big game fishing“.

## Rybářská kariéra
Mediálně se začal prosazovat po svém návratu z Austrálie. Jeho první televizní pořad „Jak na to“ vysílala Česká televize. Stejně tak i dvacetidílný seriál „S Jakubem na rybách“, který se objevil jak na České, tak i Slovenské televizi. Roku 2010 začal spolupracovat s televizní stanicí National Geographic Channel. Natáčel s ní šestidílný seriál „Fish Warrior“, kde mapoval největší sladkovodní ryby světa.
Roku 2011 začal pracovat na novém televizním seriálu „Rybí legendy Jakuba Vágnera“. Tyto dobrodružné dokumenty byly vysílány v hlavním vysílacím čase na ČT1. Série byla následně prodána televizní stanici Discovery Channel.
Zaměřuje se na svůj dlouholetý projekt „Sladkovodní Giganti“, který mapuje více než dvě desítky největších sladkovodních ryb naší planety. Jedná se o sladkovodní ryby s váhou nad 100 kilogramů a délkou nad 2 metry. Je držitelem několika světových rekordů v kategorii „All-tackle“, které sdružuje mezinárodní rybářská asociace IGFA (International Game Fish Association). Největší Vágnerovou sladkovodní rybou je prozatím Arapaima Gigas s váhou 154 kilogramů a délkou 307 centimetrů. Jedná se o světový rekord tohoto druhu[zdroj⁠?!] a pravděpodobně i o největší sladkovodní rybu, která kdy byla na rybářský prut sportovně ulovena.[zdroj⁠?!] Je propagátorem myšlenky Chyť a pusť, kdy jsou ryby po ulovení vraceny do vody. Kromě natáčení a publikování se věnuje odborným přednáškám pro veřejnost a zaměřuje se na práci s mládeží.
 

## Publikace a DVD
Pravidelně publikuje své rybářské články v odborných časopisech. Roku 2010 byl poctěn nabídkou, aby napsal hlavní článek o lovu tygří ryby v Kongu do ročenky IGFA. Roku 2010 dokončil svoji první autorskou knihu „Můj přítel sumec“ u nakladatelství Fraus. Roku 2012 vyšla jeho druhá kniha „Můj život s rybami“ u nakladatelství Universum. Rovněž produkuje rybářské filmy a DVD pro společnost Multisonic, která je vlastněna jeho otcem Karlem Vágnerem. Roku 2010 obdržel multiplatinovou desku za více než 500 000 prodaných nosičů jen na území České republiky.
Dne 30. července 2010 se zúčastnil 3872. dílu populární americké talk show The Tonight Show, kterou uvádí Jay Leno.
V roce 2019 se zúčastnil 10. řady taneční soutěže Stardance ...když hvězdy tančí.

## Život
Má dva bratry a tři sestry.
V roce 2022 se mu narodila dcera Kaya.
Dne 28. října 2022 mu prezident Miloš Zeman udělil Medaili Za zásluhy 1. stupně.

## Ocenění
- Medaile Za zásluhy 1. stupeň (2022)